# Paradohertya albomaculata
Paradohertya albomaculata là một loài bướm đêm thuộc phân họ Arctiinae, họ Erebidae.